# Drzecin
Drzecin (in tedesco Trettin) è un centro abitato della Polonia, frazione della città di Słubice.